# Campeonato Sul-Americano de Clubes de Voleibol Masculino de 2002
O Campeonato Sul-Americano de Clubes de Voleibol Masculino de 2002 foi a terceira edição do torneio ainda não chancelado pela Federação Internacional de Voleibol (FIVB), e organizado pela Confederação Sul-Americana de Voleibol, sediado na cidade de Montevidéu-Uruguai, no período de 22 a 27 de maio, e disputado entre  oito clubes do continente sul-americano em busca do título que confere ao vencedor a qualificação para o Campeonato Mundial de Clubes de Voleibol Masculino de 2002.

## Clubes Participantes
| Grupo A                          | Grupo B                                                   |
| -------------------------------- | --------------------------------------------------------- |
| UBA Alemán Neptuno Johnson Clube | Rojas Scholem Índios de Miranda CCSE/Petrópolis Del Valle |

## Fase Preliminar
| Data   |                   | Placar |                | 1º Set | 2º Set | 3º Set | 4º Set | 5º Set | Total   |
| ------ | ----------------- | ------ | -------------- | ------ | ------ | ------ | ------ | ------ | ------- |
| 22 Mai | Johnson Clube     | 2–3    | UBA            | 23–25  | 25–19  | 25–23  | 23–25  | 16–18  | 112–110 |
| 22 Mai | Rojas Scholem     | 3–0    | Del Valle      | 25–19  | 25–19  | 25–18  |        |        | 75–56   |
| 22 Mai | Neptuno           | 3–0    | Alemán         | 25–23  | 25–20  | 25–20  |        |        | 75–63   |
| 22 Mai | Índios de Miranda | 2–3    | CSSE/Petrópois | 18–25  | 25–23  | 23–25  | 25–19  | 11–15  | 102–107 |

| Data   |                 | Placar |                   | 1º Set | 2º Set | 3º Set | 4º Set | 5º Set | Total  |
| ------ | --------------- | ------ | ----------------- | ------ | ------ | ------ | ------ | ------ | ------ |
| 23 Mai | UBA             | 3–0    | Alemán            | 25–21  | 25–20  | 25–22  |        |        | 75–63  |
| 23 Mai | Del Valle       | 3–1    | Índios de Miranda | 26–24  | 25–20  | 24–26  | 25–18  |        | 100–88 |
| 23 Mai | Johnson Clube   | 3–0    | Neptuno           | 25–12  | 25–21  | 27–25  |        |        | 77–58  |
| 23 Mai | CSSE/Petrópolis | 0–3    | Rojas Scholem     | 23–25  | 19–25  | 13–25  |        |        | 55–75  |

| Data   |               | Placar |                   | 1º Set | 2º Set | 3º Set | 4º Set | 5º Set | Total  |
| ------ | ------------- | ------ | ----------------- | ------ | ------ | ------ | ------ | ------ | ------ |
| 24 Mai | Alemán        | 0–3    | Johnson Clube     | 22–25  | 20–25  | 18–25  |        |        | 60–75  |
| 24 Mai | Rojas Scholem | 3–1    | Índios de Miranda | 26–24  | 25–20  | 24–26  | 25-18  |        | 100–88 |
| 24 Mai | Neptuno       | 0–3    | UBA               | 14–25  | 12–25  | 23–25  |        |        | 49–75  |
| 24 Mai | Del Valle     | 0–3    | CSSE/Petrópolis   | 25–27  | 16–25  | 19–25  |        |        | 70–77  |

### Grupo A
|     |                       |     | Jogos | Jogos | Jogos | Sets | Sets | Sets  | Pontos | Pontos | Pontos |
| Pos | Equipe                | Pts | T     | V     | D     | V    | P    | R     | V      | P      | R      |
| --- | --------------------- | --- | ----- | ----- | ----- | ---- | ---- | ----- | ------ | ------ | ------ |
| 1   | UBA                   | 6   | 3     | 3     | 0     | 9    | 2    | 4.500 | 260    | 224    | 1.161  |
| 2   | Johnson Clube/Sundown | 5   | 3     | 2     | 1     | 2    | 1    | 2.000 | 264    | 228    | 1.158  |
| 3   | Neptuno               | 4   | 3     | 1     | 2     | 3    | 6    | 0.500 | 182    | 215    | 0.847  |
| 4   | Alemán                | 3   | 3     | 0     | 3     | 0    | 9    | 0.000 | 186    | 225    | 0.827  |

### Grupo B
|     |                   |     | Jogos | Jogos | Jogos | Sets | Sets | Sets  | Pontos | Pontos | Pontos |
| Pos | Equipe            | Pts | T     | V     | D     | V    | P    | R     | V      | P      | R      |
| --- | ----------------- | --- | ----- | ----- | ----- | ---- | ---- | ----- | ------ | ------ | ------ |
| 1   | Rojas Scholem     | 6   | 3     | 3     | 0     | 9    | 1    | 9.000 | 250    | 199    | 1.256  |
| 2   | CSSE/Petrópolis   | 5   | 3     | 2     | 1     | 6    | 5    | 1.200 | 239    | 247    | 0.968  |
| 3   | Índios de Miranda | 4   | 3     | 1     | 2     | 6    | 7    | 0.857 | 226    | 240    | 0.942  |
| 4   | Del Valle         | 3   | 3     | 0     | 3     | 1    | 9    | 0.111 | 278    | 307    | 0.906  |

## 5º ao 8º Lugar
| Data   |         | Placar |                   | 1º Set | 2º Set | 3º Set | 4º Set | 5º Set | Total  |
| ------ | ------- | ------ | ----------------- | ------ | ------ | ------ | ------ | ------ | ------ |
| 25 Mai | Neptuno | 2–3    | Del Valle         | 25–20  | 25–22  | 19–25  | 17-25  | 11-15  | 97–107 |
| 25 Mai | Alemán  | 0–3    | Índios de Miranda | 22–25  | 21–25  | 22–25  |        |        | 65–75  |

## Semifinal
| Data   |                 | Placar |                       | 1º Set | 2º Set | 3º Set | 4º Set | 5º Set | Total   |
| ------ | --------------- | ------ | --------------------- | ------ | ------ | ------ | ------ | ------ | ------- |
| 25 Mai | CSSE/Petrópolis | 3–2    | UBA                   | 25–22  | 18–25  | 26–28  | 25–14  | 17–15  | 111–104 |
| 25 Mai | Rojas Scholem   | 3–1    | Johnson Clube/Sundown | 25–23  | 25–20  | 23–25  | 25–20  |        | 98–88   |

## 7º ao 8º Lugar
| Data   |         | Placar |        | 1º Set | 2º Set | 3º Set | 4º Set | 5º Set | Total   |
| ------ | ------- | ------ | ------ | ------ | ------ | ------ | ------ | ------ | ------- |
| 26 Mai | Neptuno | 2–3    | Alemán | 25–23  | 25–22  | 21–20  | 20–25  | 13–15  | 104–105 |

## 5º ao 6º Lugar
| Data   |           | Placar |                   | 1º Set | 2º Set | 3º Set | 4º Set | 5º Set | Total |
| ------ | --------- | ------ | ----------------- | ------ | ------ | ------ | ------ | ------ | ----- |
| 26 Mai | Del Valle | 1–3    | Índios de Miranda | 26–28  | 25–21  | 23–25  | 20–25  |        | 94–99 |

## 3º ao 4º Lugar
| Data   |     | Placar |                       | 1º Set | 2º Set | 3º Set | 4º Set | 5º Set | Total  |
| ------ | --- | ------ | --------------------- | ------ | ------ | ------ | ------ | ------ | ------ |
| 26 Mai | UBA | 3–2    | Johnson Clube/Sundown | 25–17  | 24–26  | 24–26  | 25–21  | 15–8   | 113–98 |

## Final
| Data   |                 | Placar |               | 1º Set | 2º Set | 3º Set | 4º Set | 5º Set | Total |
| ------ | --------------- | ------ | ------------- | ------ | ------ | ------ | ------ | ------ | ----- |
| 26 Mai | CSSE/Petrópolis | 0–3    | Rojas Scholem | 18–25  | 19–25  | 23–25  |        |        | 60–75 |

## Prêmios individuais
| Prêmio            | Jogador                 | Equipe          |
| ----------------- | ----------------------- | --------------- |
| MVP               | Marcelo "Pipi" de Moura | Rojas Scholem   |
| Melhor Atacante   | Jefferson de Salles     | Rojas Scholem   |
| Melhor Bloqueador | Pablo Peralta           | Rojas Scholem   |
| Melhor Sacador    | Otelo                   | CSSE/Petrópolis |
| Melhor Defensor   | Gabriel Costa           | UBA             |
| Melhor levantador | Rafael Redwitz          | CSSE/Petrópolis |

## Classificação Final
| Posição | Equipe                 |
| ------- | ---------------------- |
| Gold.   | Rojas Scholem          |
| Silver. | CSSE/Petrópolis        |
| Bronze. | UBA                    |
| 4       | Johnson Clube /Sundown |
| 5       | Índios de Miranda      |
| 6       | Del Valle              |
| 7       | Alemán                 |
| 8       | Neptuno                |

|  | Qualificado para o Campeonato Mundial de Clubes de Voleibol Masculino de 2002 |

| Campeonato Sul-Americano de Clubes de Voleibol Masculino de 2002 |
| ---------------------------------------------------------------- |
| Rojas Scholem 1 º título                                         |